# Milo de Escorpio
Milo (ミロ Miro?) es un personaje del manga y anime Saint Seiya conocido en español como Los caballeros del Zodiaco. Fue el Santo de oro de Escorpio hasta su muerte en el Muro de los Lamentos. Fue considerado por Saori Kido/Atena y por el Patriarca Saga, como uno de los santos dorados más poderosos del Santuario, desde la saga homónima. Esta confesión la hace Atena a sus santos de bronce en el Episodio 41 «¡La gran batalla decisiva del Santuario! en el avión con el cual se dirigían hacia el Santuario para hacer frente al Sacerdote.

## Personalidad
A pesar de parecer como una persona cruel y despiadada en un principio, a medida del tiempo se fue mostrando como una persona humilde y fiel a sus compañeros. Es un caballero muy orgulloso y con mucha confianza en sí mismo.

## Biografía

### En Episode G
Aparece por primera vez cuando Aioria pelea en contra del padre de Líthos, el Santo de Escorpio cruza por la casa de Virgo para proteger la de Leo que había quedado desprotegida, pero no por tener amistad con Aioria precisamente. Luego aparece en la reunión dorada donde discute con otros santos sobre Aioria. Aparecería mucho más tarde, para proteger a Aioria cuando este descansaba luego de la pelea en contra del Titán Ceo, aunque la idea no le guste para nada. Allí se enfrenta a Héctor, un héroe de la Guerra de Troya revivido por Pontos, Milo logra vencerlo sin mayores problemas con su Aguja Escarlata.

### Antes de las 12 Casas
Hace su aparición cuando es convocado por el Patriarca, para ponerlo al tanto de la derrota de los Caballeros Plateados a manos de los de Bronce. También, es puesto al tanto del "robo" de la armadura de Sagitario y de la existencia de los otros 11 Caballeros Dorados. Recibe como misión matar a los Santos de Bronce, a la cual se niega por ser un desprestigio para un Caballero Dorado. Finalmente, es convencido para aceptarla, hasta la aparición de Aioria de Leo el cual pide al Sacerdote que él sea el responsable de dicha misión. Una vez retirado Milo, expresa su desconfianza debido a que Aioria es hermano de Aioros, por lo cual el Patriarca decide vigilar a Aioria. Milo comienza desde este momento a cuestionar al Patriarca, porque este desconfía de todos y nunca nadie ha visto su verdadero rostro.
En el anime se observa que es enviado a destruir la isla Andrómeda y derrota también al maestro de Shun, más adelante se observa que fue gracias a la ayuda de Afrodita de Piscis que pudo lograrlo.

### En las 12 Casas
Al principio Milo se enfrenta con Seiya y Shiryu, a los cuales derrota con facilidad. Pero entonces aparece Hyōga de Cisne, quien recién había sido liberado del Ataúd de Hielo de Camus, y decide enfrentarse solo contra el escorpión. Milo se muestra muy superior a su rival, y consigue asestarle 14 de sus Agujas con facilidad, pero el Cisne sigue levantándose y ambos terminan en un ataque final en el cual Milo asesta Antares en el cuerpo del cisne, mientras que este último logra congelar los 15 puntos vitales del escorpión. Milo se da cuenta de que Saori es la reencarnación de Atena y de que los Santos de Bronce son sus protectores, así que detiene la hemorragia del Santo de Bronce, evitando que muera desangrado, y lo deja pasar por su casa.

### En Asgard y Poseidón
En la poca intervención de todos los Dorados durante Poseidón, es Milo quién se interpone entre Aioria y Mü cuando Leo no aguanta quedarse en el Santuario y queriendo ir a la ayuda de Seiya y los demás, recibe la amenaza irracional de Mü hasta que Milo pone orden diciendo "Ya basta señores ¿Qué ganarán peleándose entre Caballeros? Hemos venido aquí a jurar proteger a Atena con todas nuestras fuerzas ¿O no es así?" E incluso antes de eso, Milo mismo le dice a Mü, "Si Aioria y yo vamos y nos unimos a los Caballeros, podríamos derrotar a los Generales fácilmente; tu debes saber eso Mü". Cuestionando con una lógica simple e irrefutable a las órdenes del Maestro.

### En Hades
Milo se encarga de la guardia personal de la diosa Atena hasta que siente que un enemigo irrumpe en el Santuario, éste no es otro sino el hermano gemelo de Saga, Kanon. La diosa le advierte que el traidor Kanon ahora ha vuelto como un poderoso aliado. Esto no le importa a Milo y le dice a Kanon que abandone el Santuario, el ex General Marino se niega rotundamente y comienza a ser atacado por la Aguja Escarlata. Milo se sorprende de cómo el hermano de Saga no opone resistencia a sus ataques y termina lanzando su Antares para luego marcharse, cuando parece que Kanon ha muerto este se levanta y dice que el último golpe no fue Antares, sino uno que logró detener la hemorragia. Toda la acción de Milo fue para probar a Kanon como un verdadero Santo, y ahora lo admite con el Santo de Oro de Géminis.
Más tarde, Milo siente cómo Shaka es asesinado por la Exclamación de Atena lanzada por Saga, Camus  y Shura. El Santo de Oro no puede contener su enojo y se dirige a la Casa de Virgo a descargar su venganza en contra de ellos, cuando llega lanza sus 14 agujas en contra de los traidores pero cuando iba a lanzar Antares es impactado por la Explosión de Galaxias de Saga. Milo logra evitar mayores consecuencias del ataque ya que antes fue advertido del peligro por Seiya. Al ver que el trío de renegados ha tomado la pose de la trinidad hace lo mismo con Aioria y Mu para así chocar ambas Exclamaciones de Atena, aunque los Santos de Bronce logran elevar el ataque al cielo y así el Santuario no sea destruido.
Milo se encarga, junto a Mū y Aioria, de llevar a los traidores en frente de Atena y al presenciar la muerte de la diosa se marcha enfurecido junto a sus compañeros para destruir el Castillo de Hades. Allí se topan con Radamanthys de Wyvern, quien hace caso omiso a sus ataques debido a la restricción de poder que existe en los Santos de Atena. Milo es derrotado junto a sus dos compañeros y arrojado todavía con vida al Cocito.
Mucho más adelante, Milo, Mū y Aioria son revividos por el cosmo de Atena y van hacia el Muro de los Lamentos para intentar destruirlo con las armas de la armadura de Libra. Viendo que no logran nada, él junto a sus 11 compañeros dorados deciden sacrificarse en pos de hacer destruir el muro y que los Santos de Bronce lleguen con Atenea.

### Next Dimension
Milo aparece como un espíritu en el manga Saint Seiya Next Dimension, secuela oficial del clásico manga de Saint Seiya.

### Saint Seiya: Soul of Gold
Milo aparece inesperadamente en Asgard luego de haber muerto en el Inframundo. Se enfrenta a Camus de Acuario y a otros Dioses Guerreros quienes lo dan por muerto pero es rescatado por Saga de Géminis.
Después obtiene la Daga sagrada de Atena, con la cual puede invocar una armadura divina, a esto, Mu de Aries le advierte que debido a sus heridas por la batalla contra Camus y el Dios Guerrero Surt, invocar la armadura divina le provocara la muerte, a lo que Milo responde que ya murió una vez, y mientras sea en nombre de la justicia, da lo mismo quién caiga primero, entonces invoca la armadura y ataca una de las raíces principales del Ygdrassil, al lograr su cometido y destruir la fuente que roba el cosmo de los Caballeros Dorados, Milo muere y su cuerpo es devorado por el árbol.
Posteriormente se descubre ni él ni los demás Caballeros Dorados habían muerto sino que dormían dentro del árbol, ya que Afrodita utilizó su inmunidad a los venenos vegetales para desarrollar resistencia al Ygdrassil y trasmitirla al resto de Caballeros, quienes tras despertar de su letargo se unen a la batalla final contra Loki. Milo, al igual que el resto de Santos, recibe los pétalos empapados en la sangre de Atena que ésta les envió desde los Campos Elíseos, permitiendo a sus armaduras evolucionar de forma estable y acabar con el dios. 
Tras esto descubren que no podrán regresar a pelear al inframundo ya que la magia de Odín que les dio la vida se disipa, pero él y los demás se sienten conformes de saber que aunque su vida acaba allí, Poseidón hará llegar cinco de sus armaduras (Virgo, Leo, Acuario, Libra y Sagitario) a los santos de bronce para otorgarles algo de ventaja en el combate.

## Técnicas especiales
Las técnicas que usa son:
1. Restriction ((Resutorikuson) Restricción?): Milo usa su poder psíquico para poder paralizar completamente a su enemigo, como si se tratase de un animal víctima de un escorpión.
2. Scarlet Needle (スカレット・ニードール Sukareto Nidoru?, Aguja Escarlata): la principal técnica de Milo, en ella va disparando ataques que al impactar en el enemigo asemejan a la picadura de un escorpión. A medida que Milo ataca, va dibujando en el cuerpo de su oponente la constelación del Escorpión por lo que los primeros 13 golpes producen un dolor extremadamente agudo. A partir del golpe número 14, de las perforaciones en el cuerpo de la víctima comienzan a brotar chorros de sangre y gradualmente pierde sus 5 sentidos además de producir un agudo dolor similar al producido por la picadura de un Escorpión. Las Agujas Escarlata son 15 golpes en secuencia (como las estrellas de la constelación de Escorpio) y la última se llama Antares (por ser el corazón de la constelación) que es la más poderosa y mortal de todas, el ataque definitivo. Las 15 agujas se pueden lanzar de forma individual, haciendo sufrir al rival, o todas a la vez. Aunque en realidad, Antares no mata instantáneamente al oponente, en realidad este último golpe es considerado el clímax de la técnica de Milo.

## Otras técnicas
Cuando es enviado a la isla Andrómeda utiliza una técnica en la que, adoptando una posición parecida a la de un escorpión en actitud ofensiva, genera un poderoso torbellino eléctrico que utiliza para destruir dicha isla. En el mismo capítulo, en la pelea contra Albiore y adoptando la misma posición, lanza una llamarada desde el aguijón de la constelación que se dibuja tras él. El nombre de estas técnicas es desconocido y nunca se vio que las usara nuevamente.